# Microrregión de Altamira
La microrregión de Altamira es una de las microrregiones del estado brasileño del Pará perteneciente a la mesorregión Sudoeste Paraense. Su población fue estimada en 2006 por el IBGE en 247.642 habitantes y está dividida en ocho municipios. Posee un área total de 226.195,896 km².

## Municipios
- Altamira
- Anapu
- Brasil Novo
- Medicilândia
- Pacajá
- Senador José Porfírio
- Uruará
- Vitória do Xingu